# Emanuelle Araújo
Emanuelle Araújo (Salvador, 21 de julho de 1976) é uma atriz e cantora brasileira. Tornou-se conhecida nacionalmente em 1999 após substituir Ivete Sangalo como vocalista da Banda Eva, na qual ficou até 2002. Em 2004 fundou a banda de samba-rock Moinho com Lan Lan e Toni Costa, na qual é vocalista.

## Biografia
Emanuelle Araújo começou sua carreira aos dez anos fazendo teatro com a Companhia Interarte. Em 5 de março de 1994, aos 17 anos, deu a luz a sua filha, Bruna. No mesmo ano, ingressou na faculdade de biologia na Universidade Federal da Bahia, porém desistiu no primeiro ano e passou a estudar artes cênicas no mesmo local, onde se formou em 1998.

## Carreira

### 1989-2002: Teatro e Banda Eva

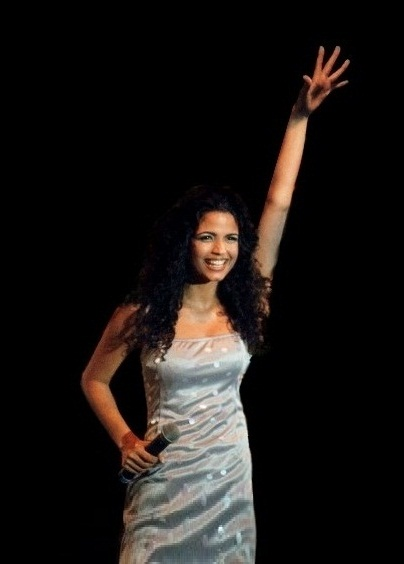
Emanuelle na Banda Eva em 2000.

Em 1989, Emanuelle estreou na televisão apresentando o programa infantil Via Láctea, na TV Aratu. Na mesma época integrou o grupo de teatro Companhia Interart, no qual permaneceu até 1990 e estrelou as peças A Bruxinha que Era Boa, O Gato Malhado e a Andorinha Sinhá, O Rapto das Cebolinhas, Alice no País das Maravilhas, Pare para Decidir - O Musical e Dançar Bahia, os dois últimos nos quais viajou para apresentações na Argentina, Uruguai, Peru e França. Em 1991 também integrou temporariamente a Companhia Solta a Minha Orelha, atuando na peça Não Apresse o Rio, Ele Corre Sozinho. Em 1994 se tornou garota-propaganda da rede varejeira Lojas Insinuante. Em 1996 foi apresentadora do Eva 96, exibido na TV Bahia, um especial sobre a Banda Eva durante o Carnaval daquele ano. Em 1998 atuou no especial de final de ano Danada de Sabida, da TV Bahia.
Em 1998, Emanuelle foi descoberta pelos empresários da Companhia Clic, que estavam procurando uma nova vocalista desde a saída de Carla Visi, em 1996, assinando contrato com ela em outubro daquele ano, embora ela tenha estrelado apenas um show, realizado no Pelourinho. Na mesma época a cantora é contatada pela equipe da Banda Eva, que estavam buscando uma nova vocalista, uma vez que Ivete Sangalo havia anunciado sua saída da banda após o Carnaval de 1999, e Emanuelle deixa a Clic para fechar contrato com eles. Logo nos primeiros meses, grava o disco Banda Eva Ao Vivo II, lançado em 19 de novembro daquele ano contendo os sucessos da banda que ficaram de fora do primeiro ao vivo, Banda Eva Ao Vivo, de 1997. O álbum rendeu os singles "Chuva de Verão", "Pra Lá e Pra Cá" e "Oh Dó", vendendo 150 mil cópias.
No ano seguinte, em 7 de novembro de 2000, é lançado o inédito Experimenta, extraindo as canções "My Love" e "Levada do Amor", vendendo um total de 100 mil. Em 2001 se apresentou com a banda no tradicional Festival de Montreux, na Suíça, passando também com a turnê por diversos países europeus. No Eva, Emanuelle enfrentou a pressão do público pelas comparações com a vocalista anterior, além da cobrança comercial pela vendas de discos ter diminuído de uma gestão para outra, chegando a um acordo com os empresários de que deixaria o grupo após o Carnaval de 2002 para focar na sua carreira de atriz, coincidindo com a ideia da equipe de ter um vocalista masculino na próxima fase, passando os vocais para Saulo Fernandes. Em 2002 estrela sua primeira novela, Os Anjos de Onde Vem?, na TV Educativa da Bahia, na qual também estrelou o especial de final de ano A Mulher de Roxo.

### 2004-2016: Moinho e atuação

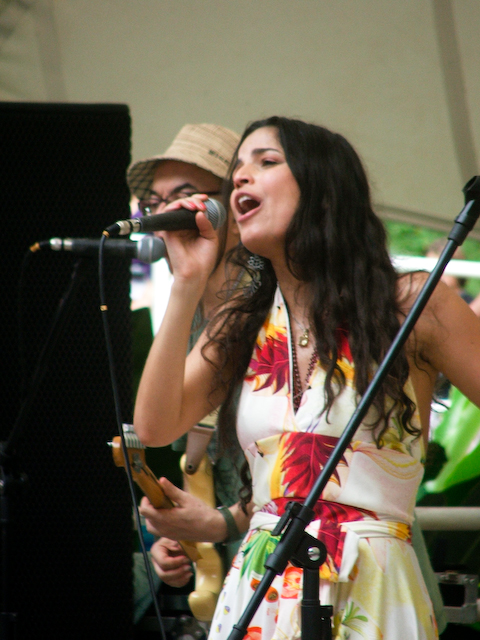
Emanuelle no Moinho em 2008.

Em 2004, Emanuelle se muda para o Rio de Janeiro, onde conhece os músicos Lan Lan e Toni Costa e forma a banda de samba-rock Moinho, em 2004, passando a tocar nas noites cariocas o repertório de artistas como Jorge Ben Jor e Tim Maia. Em 2006 assina contrato com a Rede Globo e estreia na telenovela Pé na Jaca como a fofoqueira Clotilda. Em 2007 ganha destaque ao estrelar o filme Ó Paí, Ó e interpretar a icônica personagem Tieta na peça teatral de mesmo nome. Em 2008 interpreta a prostituta Manu em A Favorita, que forma o triângulo amoroso entre os dois vilões principais da trama. No mesmo ano o Moinho lança o primeiro álbum Hoje de Noite, no qual extrai os sucessos "Esnoba", trilha sonora de Beleza Pura, e "Ela Briga Comigo", trilha sonora de Escrito nas Estrelas. Em 2009 entrou na metade da novela Três Irmãs interpretando a cantora Soninha Rainha, o qual deveria ser apenas uma participação especial, porém devido a boa recepção do público, acabou se tornando um personagem fixo até o fim da trama, encabeçando o triângulo amoroso do casal principal de Giovanna Antonelli e Rodrigo Hilbert.
Logo depois participa da sexta edição da Dança dos Famosos, porém é eliminada logo na segunda semana. Em 31 de outubro seu grupo lançou o primeiro DVD, Moinho - Ao Vivo, gravado no Circo Voador, do qual retirou-se o single "Ive Brussel". No final de 2009 Emanuelle integra o elenco de Cama de Gato, interpretando sua primeira vilã, Heloísa. Em 2011 viveu a Marquesa Florinda em Cordel Encantado e se apresentou ao lado da Orquestra Imperial. Em 2012 integra o remake de Gabriela, interpretando a prostituta Teodora. Em 2014 o Moinho lança seu terceiro disco, Éolo, extraindo a canção-título e Emanuelle integra o elenco da vigésima segunda temporada do seriado Malhação, interpretando Dandara, a qual formava o romance adulto principal. Em 2015 estrela o filme Até Que A Sorte Nos Separe 3: A Falência Final. Em 2016 integra o elenco de A Lei do Amor. No mesmo ano grava seu primeiro álbum solo O Problema É a Velocidade, embora continue as atividades com sua banda

### 2018-presente:Samantha!,Diários de IntercâmbioeOlhar Indiscreto
Entre 2018 e 2019 atriz e cantora foi a ex-celebridade mirim da década de 1980 que caiu no esquecimento após entrar na adolescência e tenta retornar aos holofotes com planos absurdos Samantha! Velasquez, na série que leva o mesmo nome, para a Netflix. Em 2020, a plataforma cancelou a série após 2 temporadas.
Em 2019 voltou as novelas após quatro anos em Órfãos da Terra interpretando Zuleika Nasser.  Em 2021 retornou a Netflix como a cantora e imigrante Zoraia Paredes no filme Diários de Intercâmbio estrelado por Larissa Manoela, Thati Lopes e Bruno Montaleone. Em sua estreia o filme já debutou no primeiro lugar de conteúdo mais visto da plataforma durante semanas.
Em 2022 se destacou ao interpretar a empresária Melissa no filme Juntos e Enrolados protagonizado por Rafael Portugal e Cacau Protásio. 
Em 2023, estrelou o thriller erótico Olhar Indiscreto para a Netflix interpretando a prostituta de luxo Cléo que é espiada pela voyeur Miranda (Débora Nascimento).

## Filmografia

### Televisão
| Ano     | Título                             | Personagem                | Notas                                                   |
| ------- | ---------------------------------- | ------------------------- | ------------------------------------------------------- |
| 1989–90 | Via Láctea                         | Apresentadora             |                                                         |
| 1996    | Eva 96                             | Apresentadora             | Especial carnavalesco                                   |
| 1998    | Danada de Sabida                   | Mariana                   | Especial de fim de ano                                  |
| 2002    | Os Anjos de Onde Vem?              | Carla                     |                                                         |
| 2002    | A Mulher de Roxo                   | Vivian                    |                                                         |
| 2006    | Pé na Jaca                         | Clotilda Rodrigues Alves  |                                                         |
| 2007    | A Grande Família                   | Josefina                  | Episódio: "Bonequinha do Papai"                         |
| 2008    | A Favorita                         | Manuela Ferreira (Manu)   |                                                         |
| 2009    | Três Irmãs                         | Soninha Rainha            | Episódios: "23 de fevereiro–30 de março"                |
| 2009    | Dança dos Famosos                  | Participante (6º lugar)   | Temporada 6                                             |
| 2009    | Cama de Gato                       | Heloísa Miranda           |                                                         |
| 2011    | Cordel Encantado                   | Florinda Alfredo          |                                                         |
| 2012    | Louco por Elas                     | Talita                    | Episódio: "Violeta Faz Todos Embarcarem em Sua Loucura" |
| 2012    | As Brasileiras                     | Úrsula                    | Episódio: "A Desastrada de Salvador"                    |
| 2012    | Gabriela                           | Teodora                   |                                                         |
| 2014–15 | Malhação: Sonhos                   | Dandara França            |                                                         |
| 2016    | E Aí... Comeu?                     | Leila                     | Episódio: "3"                                           |
| 2016    | A Lei do Amor                      | Yara Garcia               |                                                         |
| 2017    | Show dos Famosos                   | Participante (5º lugar)   | Temporada 1                                             |
| 2018–19 | Samantha!                          | Samantha Alencar          |                                                         |
| 2019    | Órfãos da Terra                    | Zuleika Nasser            |                                                         |
| 2023    | The Masked Singer Brasil           | Participante (10.° lugar) | Temporada 3                                             |
| 2023    | Olhar Indiscreto                   | Cléo / Gabriela           |                                                         |
| 2023    | Vai que Cola                       | Renata Hits               | Episódio: "O Amor Salva"                                |
| 2024    | Meu Sangue Ferve por Você: A Série | Maria da Graça West       |                                                         |
| 2025    | Spa das Tartarugas                 | Juraci                    |                                                         |

### Cinema
| Ano  | Título                                         | Personagem          |
| ---- | ---------------------------------------------- | ------------------- |
| 2007 | Ó Paí, Ó                                       | Rosa                |
| 2014 | S.O.S. Mulheres ao Mar                         | Beatriz             |
| 2014 | Na Quebrada                                    | Ylana               |
| 2015 | Até Que A Sorte Nos Separe 3: A Falência Final | Malu de Carmo       |
| 2017 | Bingo: O Rei das Manhãs                        | Gretchen            |
| 2017 | Aos Ventos que Virão                           | Lucia/ Maria Bonita |
| 2020 | Longe do Paraíso                               | Bel                 |
| 2021 | Diários de Intercâmbio                         | Zoraia Paredes      |
| 2022 | Juntos e Enrolados                             | Melissa             |
| 2022 | Dissonantes                                    | Isabel              |
| 2023 | O Barulho da Noite                             | Sônia               |
| 2024 | Meu Sangue Ferve por Você                      | Graça               |
| 2025 | Traição entre Amigas                           | Calu                |

## Teatro
| Ano  | Título                               | Personagem  |
| ---- | ------------------------------------ | ----------- |
| 1989 | A Bruxinha que Era Boa               |             |
| 1990 | O Gato Malhado e a Andorinha Sinhá   |             |
| 1991 | Não Apresse o Rio, Ele Corre Sozinho |             |
| 1992 | O Rapto das Cebolinhas               |             |
| 1994 | Alice no País das Maravilhas         |             |
| 1995 | Pare para Decidir - O Musical        |             |
| 1997 | Dançar Bahia                         |             |
| 2007 | Tieta                                | Tieta       |
| 2010 | Colapso                              | Claudia     |
| 2025 | Clara Nunes – A Tal Guerreira        | Clara Nunes |

## Discografia

### Álbuns de estúdio
| Álbum                                             | Detalhes                                                                                                   |
| ------------------------------------------------- | --- |
| O Problema É a Velocidade                         | - Lançamento: 2 de setembro de 2016 - Formatos: CD, download digital - Gravadora: Deckdisc - Vendas: 2.000 |
| Quero Viver Sem Grilo - uma Viagem a Jards Macalé | - Lançamento: 7 de fevereiro de 2020 - Formatos: CD, download digital - Gravadora: Deckdisc                |

### Singles
| Ano  | Título               | Álbum                                             |
| ---- | -------------------- | ------------------------------------------------- |
| 2016 | "Uma Mulher"         | O Problema É a Velocidade                         |
| 2016 | "Céu Azul"           | O Problema É a Velocidade                         |
| 2019 | "Hotel das Estrelas" | Quero Viver Sem Grilo - uma Viagem a Jards Macalé |

## Prêmios e indicações
| Ano  | Prêmio                              | Categoria                        | Nomeações          | Resultado |
| ---- | ----------------------------------- | -------------------------------- | ------------------ | --------- |
| 2015 | Prêmio Contigo! de TV               | Melhor Atriz Coadjuvante         | Malhação Sonhos    | Indicada  |
| 2018 | Prêmio The Brazilian Critic         | Melhor Atriz em Série de Comédia | Samantha!          | Venceu    |
| 2019 | Prêmio The Brazilian Critic         | Melhor Atriz em Série de Comédia | Samantha!          | Indicada  |
| 2023 | Festival de Gramado                 | Melhor Atriz                     | O Barulho da Noite | Indicada  |
| 2024 | Los Angeles Brazilian Film Festival | Melhor Atriz                     | O Barulho da Noite | Venceu    |